# 篠座神社
篠座神社（しのくらじんじゃ）は、福井県大野市篠座にある神社。式内小社で、旧社格は県社。

## 祭神

### 主祭神
- 大己貴大神（おおなむちのおおかみ）

### 配祀
- 少彦名命（すくなひこなのみこと）
- 市杵嶋姫命（いちきしまひめのみこと）
- 譽田別尊（ほんだわけのみこと）
- 木花咲耶姫命（このはなさくやひめのみこと）

## 歴史
由緒によると、養老元年（717年）3月、泰澄大師が麻生津から白山登拝を思い立ち、大野に到着した際に、神社南方の林の清水湧き流れ出る所があり、そこで十日ばかり過ごした。同年6月18日白山に登頂し、9月に下山した際再び篠座に還ったところ、「我は大己貴命なり。かかる林泉の勝地であるから常に心を樂しませて降遊する」と託宣があったので、祠を営んだのが創祀とする。延喜式神名帳では越前国大野郡9座のうちの1座として小社に列している。
神社後方にそびえる飯降山は、「おたけさん」とも呼ばれ、古くからの神体山と考えられる。春分・秋分の日には、鳥居・社殿の延長線上である山頂に日が沈む。

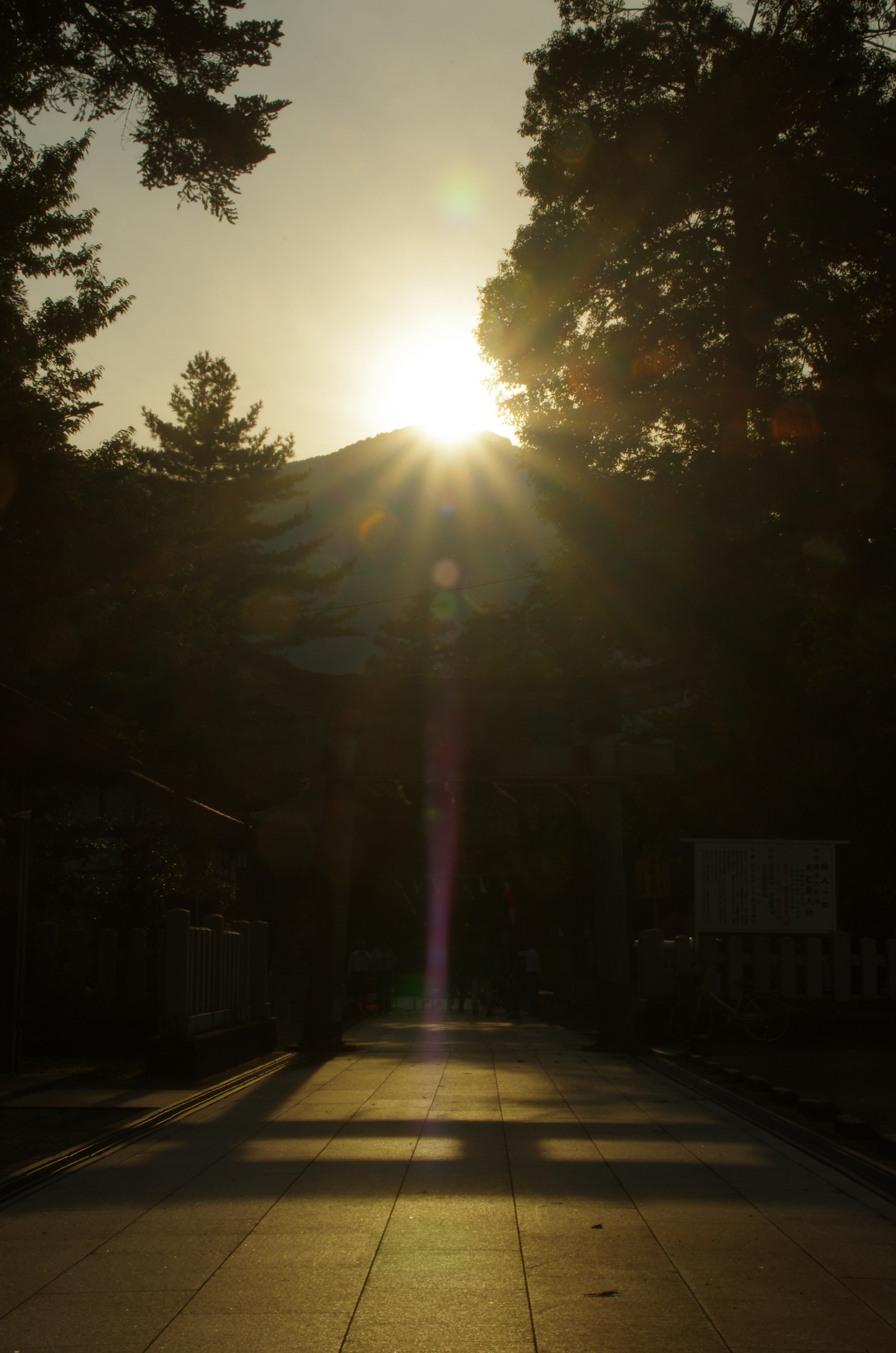
飯降山山頂に沈む夕陽と篠座神社

## 交通アクセス
- JR西日本越美北線越前大野駅から南へ徒歩15分。
- 越前大野駅よりまちなか循環バス青バス「篠座神社参道口」バス停下車後すぐ。
- 福井駅または勝山駅より京福バス「ヴィオ」バス停下車後、東へ徒歩5分。